# 舂陵水
舂陵水（又名钟水），是中国长江流域的一条河流，汇入湘江右岸，属于湘江水系。河长307千米，流域面积6623平方千米，多年平均流量153立方米每秒。自然落差545米。水能理论蕴藏量16万千瓦。